# Julia Klöckner
Julia Klöckner (ur. 16 grudnia 1972 w Bad Kreuznach) – niemiecka polityk i dziennikarka, działaczka Unii Chrześcijańsko-Demokratycznej (CDU) i jej przewodnicząca w Nadrenii-Palatynacie, w latach 2009–2011 sekretarz stanu w resorcie rolnictwa, w latach 2018–2021 minister rolnictwa i polityki żywnościowej, od 2025 przewodnicząca Bundestagu. 

## Życiorys
W 1995 została Niemiecką Królową Wina, specjalnym przedstawicielem niemieckiej branży winiarskiej wybranym na okres roku. W 1992 zdała egzamin maturalny w szkole Gymnasium an der Stadtmauer w swojej rodzinnej miejscowości. Następnie do 1998 studiowała na Uniwersytecie Jana Gutenberga w Moguncji, uzyskując magisterium z teologii, nauk politycznych i pedagogiki. W 1998 zdała egzamin państwowy w zakresie religioznawstwa i nauk społecznych. W latach 1994–1998 pracowała jako nauczycielka religii. Od 1998 zajmowała się dziennikarstwem, początkowo jako freelancer współpracując z Südwestrundfunk. W latach 2000–2002 była redaktorem czasopisma „Weinwelt”, a od 2001 do 2009 redaktorem naczelnym „Sommelier Magazin”.
W 1997 wstąpiła do Unii Chrześcijańsko-Demokratycznej. W latach 2002–2007 zasiadała we władzach jej organizacji młodzieżowej Junge Union. W 2002 po raz pierwszy uzyskała mandat posłanki do Bundestagu. Z powodzeniem ubiegała się o reelekcję w wyborach w 2005 i 2009. Od 2004 wybierana także do rady powiatu Bad Kreuznach. W 2006 została wiceprzewodniczącą CDU w Nadrenii-Palatynacie, a w 2010 stanęła na czele krajowych struktur partii. Weszła jednocześnie w skład prezydium federalnej CDU.
W międzyczasie, w 2009, została parlamentarnym sekretarzem stanu w resorcie rolnictwa w drugim rządzie Angeli Merkel. W 2011 wystartowała jako kandydatka CDU na premiera Nadrenii-Palatynatu. Kierowani przez nią chadecy pozostali w opozycji, jednak poprawili swój wynik wyborczy w porównaniu z tym z 2006. Julia Klöckner uzyskała mandat posłanki do landtagu, rezygnując w konsekwencji z mandatu deputowanej do Bundestagu. Wcześniej w tym samym roku ustąpiła także ze stanowiska rządowego. W 2012 została wybrana na jednego w wiceprzewodniczących CDU z najlepszym indywidualnym wynikiem. W 2016 po raz kolejny zasiadła w landtagu Nadrenii-Palatynatu.
W marcu 2018 objęła stanowisko ministra rolnictwa i polityki żywnościowej w czwartym rządzie Angeli Merkel. W wyborach w 2021 ponownie wybrana do niższej izby federalnego parlamentu. W grudniu tegoż roku zakończyła pełnienie funkcji ministra. Mandat poselski utrzymała także w wyborach w 2025.
25 marca 2025 została wybrana na przewodniczącą Bundestagu.